# Eliane Brum
Eliane Brum (Ijuí, 23 de maio de 1966) é uma jornalista, escritora e documentarista brasileira.

## Biografia
Tetraneta de friulanos, formou-se pela Pontifícia Universidade Católica do Rio Grande do Sul em 1988 e ganhou mais de 40 prêmios nacionais e internacionais de reportagem. Trabalhou 11 anos como repórter do jornal Zero Hora, de Porto Alegre, e 10 como repórter especial da Revista Época, em São Paulo. Desde 2010, atua como freelancer.
É autora de um romance - Uma Duas (LeYa) - de três livros de reportagem: Coluna Prestes – O Avesso da Lenda (Artes e Ofícios), A vida que ninguém vê (Arquipélago Editorial), ganhador do Prêmio Jabuti de Reportagem em 2007, e O Olho da Rua (Globo) - e de um livro de crônicas: A Menina Quebrada (Arquipélago Editorial, Prêmio Açorianos 2013), que reúne 64 de suas colunas escritas no site da revista Época, além de ter participado da compilação de reportagens especiais sobre os Médicos sem Fronteiras Dignidade!, que incluiu também autores como Mario Vargas Llosa.
De 2009 a 2013 manteve uma coluna no site da Revista Época, e desde outubro de 2013 no jornal El País. Em 28 de janeiro de 2010,  foi uma das ganhadoras do  27º Prêmio Internacional de Jornalismo Rei de Espanha, pela reportagem "O Islã dos Manos", sobre a presença da religião islâmica nas periferias de cidades brasileiras, matéria publicada na revista Época, em fevereiro do ano anterior. Em julho de 2013, Eliane lançou uma coletânea com 64 crônicas e artigos de opinião publicados originalmente no site da Revista Época, e ganhou no mesmo ano o Prêmio Açorianos de Melhor Livro do Ano, por "A Menina Quebrada".
É codiretora de três documentários: Uma História Severina, Gretchen Filme Estrada e Laerte-se 
Em 2021 recebeu o prêmio Maria Moors Cabot da escola de jornalismo da Universidade de Columbia, concedido para iniciativas de destaque em reportagem e fotojornalismo nas Américas.
Em setembro de 2022, lança o veículo jornalístico trilíngue Sumaúma, sediado em Altamira no Estado do Pará, em conjunto com Jonathan Watts, editor global de meio ambiente do The Guardian; Carla Jimenez, ex-diretora do El País no Brasil; Talita Bedinelli, ex-editora do El País Brasil; e a jornalista peruana Verônica Goyzueta.

## Obras

### Literatura
- 1994 - Coluna Prestes – O Avesso da Lenda (Artes & Ofícios)
- 2006 - A Vida que Ninguém Vê (Arquipélago Editorial)
- 2008 - O Olho da Rua – uma repórter em busca da literatura da vida real (Globo)
- 2011 - Uma Duas (LeYa)
- 2013 - A Menina Quebrada (Arquipélago Editorial)
- 2014 - Meus desacontecimentos – A história da minha vida com as palavras (Arquipélago Editorial)
- 2019 - Brasil, construtor de ruínas  (Arquipélago Editorial)[16]
- 2021 - Banzeiro òkòtó: Uma viagem à Amazônia Centro do Mundo (Companhia das Letras)

### Filmografia
como diretora e roteirista
- 2005 - Uma História Severina (codireção em parceria com Debora Diniz)
- 2010 - Gretchen Filme Estrada (codireção em parceria com Paschoal Samora)
- 2017 - Laerte-se (codireção em parceria com Lygia Barbosa da Silva)
- 2017 - Eu+1: Uma jornada de saúde mental na Amazônia[17]